# مؤتمر النجف (كتاب)
مؤتمر النجف كتاب للمؤرخ عبد الله بن حسين السويدي تم طبع ونشر الکتاب لأول مرة عام 1958 في الكراتشي.

## محتوى الكتاب
الزمـان:
عقد مؤتمر النجف في يوم الخميس 25 شوال سنة 1156 هـ في النجف لمدة ثلاثة أيام.
المـكـان:
الموضع الذي تحت المسقف الذي وراء الضريح المنسوب إلى علي بن أبي طالب.
الراعي الرسمي:
- نادر شاه

## سببُ انعقادِ المؤتمرِ
الصراع الذي حصل بين السنة والشيعة في مملكة «نادر شاه» - ستأتي ترجمته بعد قليل - بعد أن استولى على الهند وتركستان وبخارى وبلخ وأصفهان، مما حدا بـ «نادر شاه» لعقد المؤتمر للتفاهم بين الطائفتين، وكلف بهذه المهمة العلامة السني عبد الله السويدي، وسنعرف بعد قليل مزيدا عن علامة العراق السويدي، قال العلامة السويدي عندما كُلف بتلك المهمة في مؤلفه عن «مؤتمر النجف»: «وقف شعري، وارتعدت فرائصي»، وطلب الإعفاء من هذه المهمة فلم يوافق على طلبه فعزم وتوكل على الله.

## المشاركون في المؤتمر
الراعي والمشرف للمؤتمر: 
رعى المؤتمر وراقب أعماله أعظم ملوك إيران وهو نادر شاه، وهو مؤسس أسرة أفغار، وقد عرف بالشجاعة الفائقة، وقد ترقى في رتب الجيش وعلا مقامه بانتصاراته على الأفغانيين والترك، وفي عهد الأسرة الصفوية جعل نفسه شاه فارس عند وفاة عباس آخر وبايعه الإيرانيون بالملك سنة سبع وأربعين ومئة وألف.
رئيس المؤتمر: 
وكان المؤتمر برئاسة علامة العراق عبد الله السويدي. ولعلنا نستطردُ قليلاً في ترجمة السويدي، فمن هو هذا العالم؟
هو أبو البركات عبد الله بن حسين بن مرعي بن ناصر الدين الدوري – نسبة إلى «الدور» قرية شرقي دجلة – السويدي، ولد في بغداد عام أربع ومئة وألف، وتوفي يوم السبت حادي عشر من شوال سنة أربع وسبعين ومئة وألف.
ترجم له الزركلي في «الأعلام» (4/80) فقال: «عبد الله بن حسين بن مرعي بن ناصر الدين البغدادي، أبو البركات السويدي: فقيه متأدب، من أعيان العراق. وهو أول من عرف بالسويدي من هذا البيت. ولد في كرخ بغداد، وتوفي والده وهو طفل فكفله عمه لأمه» الشيخ أحمد سويد «وتعلم واشتهر. ورحل إلى بلاد الشام والحجاز وعاد إلى بغداد فتوفي فيها...» ثم ذكر له عدة مؤلفات منها شرح جليل على صحيح البخاري، وكتاب «المحاكمة بين الدماميني والشمني» وغير ذلك من المؤلفات.
مدحهُ كثير من أهل العلمِ ومنهم محمود شكري الألوسي في " المسك الأذفر " (ص 61) فقال: شيخ البسيطة على الإطلاق، وزين الشريعة بالإجماع والاتفاق ".ا.هـ. وقال أيضا: " كان رحمه الله شيخ المعارف وإمامها والآخذ بيد زمامها ".ا.هـ.
وله مناظرات ومباحثات مع علماء الشيعة، وكان قوي الحجة فينقطع معه الخصم، ولا يستطيع أن يواجه المناظرُ حججه وبراهينه.
ونكتفي بهذا القدر من ترجمته، وسيأتي بعض من مناظراته للشيعة في المؤتمر.
1 - المشاركون من إيران: 
حضر المؤتمر من الشيعة رأس شيوخهم وهو الملا باشي على أكبر وحضر معه سبعون عالما من إيران معهم سني واحد وهو مفتي أردلان فقد ذكره السويدي وقال عنه: السيد أحمد المفتي الشافعي بأردلان.
2 – المشاركون من أفغانستان: 
شارك سبعة من علماء الأفغان وهم: 
1 - الشيخ الفاضل الملا حمزة القلجاني الحنفي مفتي الأفغان. 
2 - الملا أمين الأفغاني القلجاني، ابن الملا سليمان، قاضي الأفغان. 
3 - الملا طه الأفغاني المدرس بنادر آباد الحنفي. 
4 - الملا دنيا الحنفي. 
5 - الملا نور محمد الأفغاني القلجاني الحنفي. 
6 - الملا عبد الرزاق الأفغاني القلجاني الحنفي. 
7 - الملا إدريس الأفغاني الابدالي الحنفي.
3 – المشاركون من بلاد ما وراء النهر: 
شارك سبعة من علماء بلاد ما وراء النهر وهم: 
1 - العلامة الهادي خوجة (الملقب ببحر العلم) ابن علاء الدين البخاري القاضي ببخارى الحنفي. 
2 - مير عبد الله صدور البخاري الحنفي. 
3 - ملا أميد صدور البخاري الحنفي. 
4 - قلندر خوجة البخاري الحنفي. 
5 - باد شاه مير خوجة البخاري الحنفي. 
6 - ميرزا خوجة البخاري الحنفي. 
7 - الملا إبراهيم البخاري الحنفي.
أحداث المؤتمر: 
يصف محب الدين الخطيب المؤتمر بقوله: «أعظم مؤتمرٍ عقد في تاريخِ المسلمين للتفاهم بين الشيعة وأهل السنة المحمدية»، وقال أيضا: «كان الأول من نوعه في المجتمع الإسلامي».
في المؤتمر نصر الله السنة المحمدية، وأطفأ نار البدعة-حسب الكتاب- عن طريق العلامة عبد الله السويدي، يقول محمود شكري الألوسي في وصف المؤتمر وما حصل فيه: وله مناقب لا تعد ولا تحصى ولا يدرك أدناها ولا يستقصى منها: تشييده للشريعة الأحمدية، وتأييده للسنة النبوية – يقصد العلامة السويدي - ، وذلك حين مجيء نادر شاه إلى سواد العراق مع جم غفير من الأعاجم ذوي النفاق والشقاق فلم تزل الرسل تختلف بينه وبين الوزير أحمد باشا والي بغداد، والمراسلات تتوارد بين الطرفين أي إيراد إلى أن آل الأمر أن طلب الشاه الإقرار بصحة مذهب الاثنى عشرية ورفض مذهب أهل السنة بالكلية فأرسل الوزير المشار إليه الشيخ المترجم – يعني به عبد الله السويدي – إلى مباحثتهم فأخمد الله تعالى على يده نيران ضلالتهم وألبسهم ثوب الخزي بين عامتهم؛ فلما علموا أنه بحر علم لا يمكن الوصول إلى أصله صاروا له أطوع من شراك نعله، فسعى بالصلح بين الدولتين، فحاز الفخار والنجح... ورفع يومئذ سب الصحابة الكرام، وحصل له من الشاه المشار إليه غاية التعظيم والاحترام فصار الشاه سنيا بعد أن كان شيعيا فأحيا السنة السنية بعد ما كاد يعتريها أفول، وحقن دماء الشبان والشيوخ والكهول. ورفع عن أهل السنة أعظم المصائب... ولعمري أنها لنعمة يجب شكرها على عموم أهل السنة.ا.هـ.
كانت أحداثُ المؤتمر تنقل لنادر شاه بواسطة مخبرين كل لا يعلم عن صاحبه فلا ينقل إليه الواقع. ولكي لا يطولُ الموضوع عليك أخي القارئ ما هي نتائج المؤتمر؟
نتائج المؤتمر: 
خرج المؤتمر بنتائج فيها نصرٌ عظيمٌ لأهل السنة ولا شك، وأقر الشيعة بأمور تخالفُ عقيدتهم، وقد تكون تقيةً، وهي كذلك، وإليكم النتائج:
1 - إقرارهم بأن الصحابة كلهم عدول.
2 – خضوعهم بأن أفضلَ الخلقِ بعد النبي صلى الله عليهم أبو بكر الصديق، ثم عمر بن الخطاب، ثم عثمان بن عفان، ثم علي بن أبي طالب، وأن خلافتهم على هذا الترتيب .
3 – حرموا المتعةَ، وقالوا: لا يقبلها إلا السفهاء منا .
4 – وافقوا على أن لا يحلوا حراماً معلوماً من الدين بالضرورة وحرمته مجمع عليها، ولا يحرموا حراما مجمعا عليه بالضرورة .
5 – منعُ سبِ الشيخين على المنابر .
6 – التوقيعُ على ما سبق، ومصادقةُ جميعِ الحضورِ على ذلك .
وفي اليوم الثاني من أيام المؤتمر جرى فيه تلاوة ما صيغ من مقررات المؤتمر في يومه الأول، ذلك أن نادر شاه قد أمرهم أن يكتبوا جميع ما قرروه والتزموه ـ في اليوم الأول ـ في رقعة وأن يحضروا في اليوم الثاني وفي نفس المكان لتلاوة ما اتفقوا عليه والتصديق على ذلك من الجميع .
وكانت «جريدة المقررات» مكتوبة في اللغة الفارسية وقد أمر الملا باشي مفتي الركاب أقا حسين أن يقرأها قائما على رؤوس الأشهاد وكان مضمونها:
إن الله اقتضت حكمته إرسال الرسل فلم يزل يرسل رسولاً حتى جاءت نبوة نبينا محمد المصطفى صلى الله عليه وسلم .
ولما توفي ـ وكان خاتم الأنبياء والمرسلين ـ اتفقت الأصحاب على أفضلهم، وأخيرهم، وأعلمهم: أبي بكرالصديق بن أبي قحافة فأجمعوا واتفقوا على بيعته فبايعه كلهم حتى الأمام علي بن ابي طالب بطوعه واختياره من غير جبر ولا إكراه فتمت له البيعة والخلافة وإجماع الصحابة حجة قطعية، وقد مدحهم الله في كتابه المجيد فقال: { والسابقون الأولون من المهجرين ولأنصار } [التوبة: 100 ] وقال تعالى: { لقد رضي الله عن المؤمنين إذ يبايعونك تحت الشجرة} [ الفتح: 18 ] وكانوا إذ ذاك سبعمائة صحابي وكلهم حضروا بيعة الصديق .
ثم عهد أبو بكر الصديق بالخلافة لعمر بن الخطاب فبايعه الصحابة كلهم حتى الإمام علي بن أبي طالب ثم إن عمر جعل الخلافة شورى بين ستة أحدهم علي بن أبي طالب فاتفق رأيهم على عثمان بن عفان، ثم استشهد عثمان في الدار ولم يعهد، فبقيت الخلافة شاغرة فاجتمع الصحابة في ذلك العصر على علي بن أبي طالب .
وكان هؤلاء الأربعة في مكان واحد وفي عصر واحد ولم يقع بينهم تشاجر ولا تخاصم ولانزاع بل كان كل منهم يحب الآخر ويمدحه ويثني عليه .. فاعلموا أيها الإيرانيون أن فضلهم وخلافتهم على هذا الترتيب فمن سبهم أو انتقصهم فماله وولده وعياله ودمه حلال للشاه، وعليه لعنة الله والملائكة والناس أجمعين .
وكنت (الضمير يعود لنادرشاه) شرطت عليكم حين المبايعة في صحراء مغان عام 1148 رفع السب فالآن رفعته فمن سب قتلته وأسرت أولاده وعياله وأخذت أمواله . ولم يكن في نواحي إيران ولا في أطرافها سب ولا شيْ من هذه الأمور الفظيعة وإنما حدثت أيام الخبيث الشاه إسماعيل الصفوي ولم يزل أولاده يقفون أثره حتى كثر السب وانتشرت البدع واتسع الخرق، منذ عام ثمان مئة وسبعة وخمسين فيكون لظهور هذه القبائح قرابة ثلاثمائة سنة .ا.هـ.
وقد تعهد الشيعة على لسان الإيرانيين فقالوا: أَنا قد التزمنا رفع السب، وأن الصحابة فضلهم وخلافتهم على هذا الترتيب الذي هو في الرقعة، فمن سب منا، أو قال خلاف ذلك فعليه لعنة الله والملائكة والناس أجمعين .ا.هـ.
وكذلك تعهد الأفغانيون السنة فقالوا: أن الإيرانيين إذا التزموا ما قروره ولم يصدر منهم خلاف ذلك فهم من الفرق الإسلامية، لهم ما للمسلمين، وعليهم ما عليهم .
وبنفس القول قال علماء ما وراء النهر السنة . ثم صادق الجميع على ما جاء في الرقعة، وكل وضع خاتمه تحت الكلام الذي يخصه، ثم كتب السويدي شهادته على الجميع فقال: شهدت على الفرق الثلاث بما قرروه والتزموه وأشهدوني عليهم . ثم وضع خاتمه تحت اسمه .
قال السويدي عن المؤتمر ونتائجه: وكان الوقت وقتا مشهودا من عجائب الدنيا، وصار لأهل السنة فرح وسرور لم يقع مثله في العصور ولا تشبهه الأعراس والأعياد والحمد لله على ذلك .ا.هـ.
والحق يقال أن نتائج المؤتمر تعدُ منقبةً عظيمة لنادر شاه، ولذا قال عن نفسه: كم جهز العثمانيون من العساكر ليرفعوا سب الصحابة ولم يوفقوا إليه وأنا ولله الحمد رفعته بسهولة . ويقول أيضا: " وأنا لي منة على جميع المسلمين حيث أني رفعت السب عن الصحابة، وأرجو أن يشفعوا لي .ا.هـ.
وفي اليوم الثالث من أيام المؤتمر أقيمت صلاة الجمعة في جامع الكوفة، وفي الخطبة ترضى الخطيب عن الخلفاء الأربعة على الترتيب، وعلى بقية الصحابة والقرابة، ولكنه صلى صلاة خارجة عن عن المذاهب الأربعة، فأُخبر الشاه بذلك فغضب وأمر برفع جميع ما شذت به الشيعة حتى السجود على التراب .
العلامة السويدي يعلم أن الشيعة لم يخضعوا وينتهوا عن أفعالهم المخزية إلا بتقية-على حسب قوله- ولذلك يذكر ما قاله الخطيب الكربلائي (أي نصرالله الحائري) بعد المؤتمر في خطبة الجمعة بعد أن حمد الله وأثنى عليه وصلى على النبي صلى الله عليه وسلم ثم قال: وعلى الخليفة الأول من بعده على التحقيق رضي الله عنه، وعلى الخليفة الثاني الناطق بالصدق والصواب سيدنا عمرِ بن الخطاب رضي الله عنه ، لكنه كسر الراء من «عمر» مع أن الخطيب إمام في العربية لكنه قصد دسيسة لا يفهمها إلا الفحول وهي منع صرف عمر إنما كان للعدل والمعرفة فصرفه هذا الخبيث-حسب تعبير الكتاب- إلى أنه لا عدل فيه ولا معرفة ، قاتله الله من خطيب وأخزاه ..ا.هـ. 
.

## الترجمات والشروح

### الترجمة
- ترجم الكتاب إلى اللغة الفارسية بعنوان «راهي به سوى حقيقت» [7]
- ترجم الكتاب إلى اللغة الفرنسية بعنوان «La Conferense des savants de Bagdad».[8]

### الشرح
- كتاب «أبهى المداد في شرح مؤتمر علماء بغداد» من ابن عطية.[9]

### نقد
ينكرُ الشيعة مؤتمر النجف ، ويعتبرونه من تلفيق خيال أهل السنة ، والوهابية -على حسب قولهم- . 
.

## طالع ايضاً
- مؤتمر بغداد

- ليالي بيشاور
- ثم اهتديت
- نادر شاه